# Adiantum acrolobum
Adiantum acrolobum là một loài dương xỉ trong họ Pteridaceae. Loài này được A. Rojas mô tả khoa học đầu tiên năm 2008.